# إيري إيشيدا
إيري إيشيدا (بالكانا:いしだ えり) هي ممثلة يابانية، ولدت في 9 نوفمبر 1960 بياتسوشيرو في اليابان.

## وصلات خارجية
- إيري إيشيدا على موقع IMDb (الإنجليزية)
- إيري إيشيدا على موقع ألو سيني (الفرنسية)
- إيري إيشيدا على موقع ميوزك برينز (الإنجليزية)
- إيري إيشيدا على موقع أول موفي (الإنجليزية)
- إيري إيشيدا على موقع قاعدة بيانات الفيلم (الإنجليزية)
- إيري إيشيدا على موقع كينوبويسك (الروسية)